# Lana Pudar
Lana Pudar (* 19. Januar 2006 in Mostar) ist eine bosnisch-herzegowinische Schwimmerin, Olympiateilnehmerin und Europameisterin über 200 Meter Schmetterling (2022). 

## Leben
Lana Pudar wurde im Juli 2021 Jugend-Europameisterin über 100 m Schmetterling. Wenige Woche später belegte sie im Alter von 15 Jahren bei den Olympischen Sommerspielen in Tokio im Wettkampf über 100 m Schmetterling den 19. Platz. Im Schwimm-Weltcup belegte sie im August des gleichen Jahres den dritten Platz über die gleiche Distanz.
Zum Jahresende gewann Pudar bei den Kurzbahnweltmeisterschaften Bronze über 200 m Schmetterling. Sie gewann damit die erste internationale Medaille im Schwimmen für Bosnien und Herzegowina. 2022 folgten zunächst zwei Goldmedaillen bei den Mittelmeerspielen in Oran sowie weitere Jugend-Europameistertitel über 50 und 200 m Schmetterling, ehe sie auch im Seniorinnenbereich Europameisterin in Rom über 200 m Schmetterling zu Gold schwamm und Bronze über 100 m Schmetterling gewann.
Bei der Junioren-Weltmeisterschaft wurde Pudar 2023 Junioren-Weltmeisterin über 100 und 200 Meter Schmetterling und stellte dabei einen neuen Junioren-Weltrekord über die 200 Meter auf.
Bei den Weltmeisterschaften 2024 in Doha gewann Pudar Bronze über 200 m Schmetterling. Bei den Europameisterschaften in Belgrad wurde sie Achte über 100 m Schmetterling, über 200 m Schmetterling erschwamm sie die Silbermedaille hinter der Dänin Helena Rosendahl Bach. Bei den Olympischen Spielen in Paris schied Pudar über 100 m Schmetterling als 17. der Vorläufe aus, 0,08 Sekunden fehlten ihr für das Halbfinale. Über 200 m Schmetterling war sie 12. im Halbfinale.